# Ciorlano
Ciorlano es un municipio italiano situado en la provincia de Caserta, en Campania. Tiene una población estimada, a fines de abril de 2024, de 357 habitantes.

## Demografía
| Gráfica de evolución demográfica de Ciorlano entre 1861 y 2024 |
|                                                                |
| Fuente: ISTAT - Elaboración gráfica de Wikipedia               |